# Сляднева, Валентина Ивановна
Валенти́на Ива́новна Сля́днева (22 декабря 1940 года, СССР — 8 октября 2013 года, Ставрополь) — русский поэт, прозаик, член Союза писателей СССР и России. Мать российского политика Сергея Шматко.

## Биография
Родилась в селе Надежда Ставропольского края близ города Ставрополя, в семье крестьян.
Окончив восьмилетнюю школу в родном селе, начала трудовую деятельность в Ставрополе, одновременно училась в вечерней школе, затем поступила в Ставропольский педагогический институт. По окончании института вышла замуж за военного летчика Ивана Дмитриевича Шматко, немало поездила по стране и за рубежом — Челябинск, Екатеринбург, Германия. Мать двоих детей.
Скоропостижно скончалась 8 октября 2013 года в Ставрополе. Похоронена в родном селе Надежда.

### Творчество
Стихи начала писать ещё в школе. В 1983 году была принята в Союз писателей СССР, после распада СССР состояла в Союзе писателей России.
Ею изданы книги художественной прозы «Перепелиная душа», «Полоска земли», записаны семь компакт-дисков с песнями на её стихотворные тексты. Всего было издано 13 книг поэзии и прозы общим тиражом более 50 000 экземпляров. Стихи публиковались в журналах «Новый мир», «Дружба», «Урал», «Уральский следопыт», «Смена», газете «Неделя», в литературных журналах Ставрополья. Опубликованы её переводы с татарского, карачаевского, черкесского языков.

### Общественная деятельность
В течение тринадцати лет возглавляла Ставропольское краевое отделение Общероссийской общественной организации писателей «Литературный фонд России». Под её руководством регулярно проводились Дни литературы в крае. В составе творческих бригад побывала во всех уголках края с концертами.

### Достижения, награды
Творчество дважды отмечено премией Губернатора Ставропольского края: за поэтический сборник «Одолень-трава» и за цикл песен, написанных к 80-летию Ставропольского края. Становилась лауреатом краевой молодёжной премии им. А. Скокова. 
Почётный житель села Надежда Шпаковского района Ставропольского края, где она родилась и похоронена. Почётный гражданин Ставропольского края. В литературном сквере Ставрополя установлен бюст поэта В. И. Слядневой.

### Память
- Именем названы улица и краевая библиотека для молодежи в Ставрополе[3].
- В её родном селе Надежда средняя общеобразовательная школа № 14, в которой она училась, носит её имя.
- В крае действуют четыре музейные экспозиции, посвященные памяти поэта.
- Ежегодно проводятся школьные и научные Слядневские чтения.
- Создан некоммерческий фонд «Литературный фонд имени Валентины Ивановны Слядневой», учреждены литературные премии её имени и стипендии студентам вузов и молодым писателям и поэтам.

## Электронные ресурсы
1. Песни земли Ставропольской: на стихи Валентины Слядневой [Звукозапись]. — Ставрополь: Б. И., 2006. — (1 электрон.опт. диск CD (MP3)
2. Отчий дом  / муз. К. Губин; сл. В. Сляднева, К. Губин; испол. Е. Губина // Дорога к родному порогу: песни о Ставропольском крае: губернаторский проект.- (1 электрон.опт. диск CD)
3. Я родился под этим небом  / муз. С. Чаплин; сл. В. Сляднева; испол. А. Л. Черногоров, П. Михайлов // Дорога к родному порогу: песни о Ставропольском крае : губернаторский проект.- (1 электрон.опт. диск CD)
4. Костер поминальной любви  / сл. В. Сляднева; муз. К. Губин; испол. В. А. Громов // Время седлает коней: песни земли Ставропольской на стихи Валентины Слядневой: вып. 2.- (1 электрон.опт. диск CD)
5. Белый ангел  / сл. В. Сляднева; муз. К. Губин; испол. Е. Губина // Время седлает коней: песни земли Ставропольской на стихи Валентины Слядневой: вып. 2.- (1 электрон.опт. диск CD)
6. Любимый, ты где.?  / сл. В. Сляднева; муз. К. Губин; испол. Е. Губина // Время седлает коней: песни земли Ставропольской на стихи Валентины Слядневой: вып. 2.- (1 электрон.опт. диск CD)
7. Мой журавль  / сл. В. Сляднева; муз. К. Губин; испол. В. Сейфулин // Время седлает коней: песни земли Ставропольской на стихи Валентины Слядневой: вып. 2 / стихи В. Сляднева.- (1 электрон.опт. диск CD)
8. Я пронес любовь к тебе сквозь годы  / сл. В. Сляднева; муз. К. Губин; испол. И. Михайлов // Время седлает коней: песни земли Ставропольской на стихи Валентины Слядневой : вып. 2.- (1 электрон.опт. диск CD)
9. Кавминводы  / сл. В. Сляднева; муз. К. Губин; испол. В. А. Громов // Время седлает коней: песни земли Ставропольской на стихи Валентины Слядневой: вып. 2.- (1 электрон.опт. диск CD)
10. Библиотека — храм души  / сл. В. Сляднева; муз. С. Чаплин; испол. И. Михайлов // Время седлает коней: песни земли Ставропольской на стихи Валентины Слядневой: вып. 2.- (1 электрон.опт. диск CD)
11. И тебе я себя без остатка дарю  / сл. В. Сляднева; муз. В. Кипор; испол. В. Сейфулин // Время седлает коней: песни земли Ставропольской на стихи Валентины Слядневой : вып. 2.- (1 электрон.опт. диск CD)
12. Мы рождены, чтобы петь и плакать  / сл. В. Сляднева; муз. Б. Милка; испол. Б. Бруснев // Время седлает коней: песни земли Ставропольской на стихи Валентины Слядневой : вып. 2.- (1 электрон.опт. диск CD)
13. Ветеранская  / сл. В. Сляднева; муз. В. Чернявский; испол. И. Михайлов // Время седлает коней: песни земли Ставропольской на стихи Валентины Слядневой: вып. 2.- (1 электрон.опт. диск CD)
14. Солдатские кресты  / сл. В. Сляднева; муз. К. Губин; испол. Г. Таранов // Время седлает коней: песни земли Ставропольской на стихи Валентины Слядневой: вып. 2.- (1 электрон.опт. диск CD)
15. Я пою для Вас  / сл. В. Сляднева; муз. К. Губин; испол. И. Белая // Время седлает коней: песни земли Ставропольской на стихи Валентины Слядневой: вып. 2.- (1 электрон.опт. диск CD)
16. Мое Ставрополье  / сл. В. Сляднева; муз. К. Губин; испол. И. Михайлов // Время седлает коней: песни земли Ставропольской на стихи Валентины Слядневой: вып. 2.- (1 электрон.опт. диск CD)
17. «45 параллель» , алфавитный архив публикаций интернет журнала, стихи В. И. Слядневой, 2017 г.
18. 45 параллель «Символичная справедливость».
19. Сляднева В. И. аудиокнига «Перепелиная душа». Ставропольская краевая библиотека для слепых и слабовидящих имени В. Маяковского. Ставрополь 2018 г.
20. Сляднева В. И. аудиокнига «Одолень-трава» Ставропольская краевая библиотека для слепых и слабовидящих имени В. Маяковского. 2019 г.
21. Сутулов-Катеринич С. В. «Горицвет, расцветший на Покров» поэтический альманах «45 параллель» № 32 (488) 2019 г.